# Tiger Lake
Tiger Lake — кодовое имя семейства процессоров фирмы Intel 11-го поколения на микроархитектуре Willow Cove, представляющей собой дальнейшее эволюционное развитие микроархитектуры Sunny Cove семейства Ice Lake. Чипы изготавливаются на технологическом процессе SuperFin 10 нанометров. Согласно этапам разработки процессоров Intel — это так называемый этап «так», на котором производственный техпроцесс не меняется, а оптимизируется.
Презентации семейства состоялась 13 августа 2020 года в рамках мероприятия Intel Architecture Day 2020, а официальная премьера 2 сентября 2020 года.

## Ключевые особенности архитектуры
- Новый техпроцесс производства: 10нм SuperFin[2];
- Новое ядро центрального процессора: Willow Cove[3];
- Новое графическое ядро Gen12: Xe-LP (96 исполнительных блоков против 64 в Gen11 и собственный кэш третьего уровня объёмом 3,8 Мб);
- До 12 МБ кэш-памяти третьего уровня (против 8 МБ у Ice Lake)
- 1,25 МБ на ядро неинклюзивной кэш-памяти второго уровня с механизмом защиты Control Flow Enforcement (против 512 КБ инклюзивной)
- Производительность IPC увеличилась на 18 % и до 40 % по сравнению с архитектурой Skylake;
- Поддержка PCI-E 4.0, Thunderbolt 4, USB4;
- Поддержка памяти LPDDR5-5400;
- Поддержка Intel Gaussian & Neural Accelerator (GNA), Intel Deep Learning Boost (Intel DL Boost), Dynamic Tuning 2.0
- Новая инструкция AVX-512: VP2INTERSECT

## Мобильные процессоры
IPU (Image Processing Unit) — блок обработки изображения, сопроцессор для обработки видео с разрешением до 4k30 и неподвижных изображений до 27 мегапикселей.

### Tiger Lake-H
| Серия   | Модель  | Ядра (потоки) | Центральный процессор | Центральный процессор | Центральный процессор | Графический процессор        | Графический процессор | Графический процессор | L3-кеш | TDP      | Поддержка памяти | Цена |
| Серия   | Модель  | Ядра (потоки) | Штатная частота (ГГц) | Штатная частота (ГГц) | Турбо частота         | Графический процессор        | Графический процессор | Графический процессор | L3-кеш | TDP      | Поддержка памяти | Цена |
| Серия   | Модель  | Ядра (потоки) | Нижн.                 | Верх.                 | Турбо частота         | Серия                        | ИУ                    | Макс. частота         | L3-кеш | TDP      | Поддержка памяти | Цена |
| ------- | ------- | ------------- | --------------------- | --------------------- | --------------------- | ---------------------------- | --------------------- | --------------------- | ------ | -------- | ---------------- | ---- |
| Core i9 | 11980HK | 8 (16)        | 2,6                   | 3,3                   | 5,0                   | UHD Graphics 11-го поколения | 32                    | 1,45 ГГц              | 24 МБ  | 45-65 Вт | DDR4-3200        |      |
| Core i9 | 11900H  | 8 (16)        | 2,1                   | 2,5                   | 4,9                   | UHD Graphics 11-го поколения | 32                    | 1,45 ГГц              | 24 МБ  | 35-45 Вт | DDR4-3200        |      |
| Core i7 | 11800H  | 8 (16)        | 1,9                   | 2,3                   | 4,6                   | UHD Graphics 11-го поколения | 32                    | 1,45 ГГц              | 24 МБ  | 35-45 Вт | DDR4-3200        |      |
| Core i5 | 11400H  | 6 (12)        | 2,2                   | 2,7                   | 4,5                   | UHD Graphics 11-го поколения | 16                    | 1,45 ГГц              | 12 МБ  | 35-45 Вт | DDR4-3200        |      |
| Core i5 | 11260H  | 6 (12)        | 2,1                   | 2,6                   | 4,4                   | UHD Graphics 11-го поколения | 16                    | 1,40 ГГц              | 12 МБ  | 35-45 Вт | DDR4-3200        |      |

### Tiger Lake-U

#### класс UP3
| Серия   | Модель       | Ядра (потоки) | Центральный процессор | Центральный процессор | Центральный процессор | Центральный процессор | Центральный процессор | Графический процессор | Графический процессор | Графический процессор | L3-кеш | TDP      | Поддержка памяти       | Цена  |
| Серия   | Модель       | Ядра (потоки) | Штатная частота (ГГц) | Штатная частота (ГГц) | Штатная частота (ГГц) | Турбо частота         | Турбо частота         | Графический процессор | Графический процессор | Графический процессор | L3-кеш | TDP      | Поддержка памяти       | Цена  |
| Серия   | Модель       | Ядра (потоки) | Нижн.                 | Баз.                  | Верх.                 | 1 ядро                | все ядра              | Серия                 | ИУ                    | Макс. частота         | L3-кеш | TDP      | Поддержка памяти       | Цена  |
| ------- | ------------ | ------------- | --------------------- | --------------------- | --------------------- | --------------------- | --------------------- | --------------------- | --------------------- | --------------------- | ------ | -------- | ---------------------- | ----- |
| Core i7 | 1185G7 IPU   | 4 (8)         | 1,2                   | 1,6?                  | 3,0                   | 4,8                   | 4,3                   | Iris Xe               | 96                    | 1,35 ГГц              | 12 МБ  | 12-28 Вт | DDR4-3200 LPDDR4X-4266 | 426 $ |
| Core i7 | 1165G7 с IPU | 4 (8)         | 1,2                   | 1,5?                  | 2,8                   | 4,7                   | 4,1                   | Iris Xe               | 96                    | 1,30 ГГц              | 12 МБ  | 12-28 Вт | DDR4-3200 LPDDR4X-4266 | 426 $ |
| Core i5 | 1135G7 с IPU | 4 (8)         | 0,9                   | 1,3?                  | 2,4                   | 4,2                   | 3,8                   | Iris Xe               | 80                    | 1,30 ГГц              | 8 МБ   | 12-28 Вт | DDR4-3200 LPDDR4X-4266 | 309 $ |
| Core i3 | 1125G4       | 4 (8)         | 0,9                   | ?                     | 2,0                   | 3,7                   | 3,3                   | UHD Graphics          | 48                    | 1,25 ГГц              | 8 МБ   | 12-28 Вт | DDR4-3200 LPDDR4X-3733 |       |
| Core i3 | 1115G4 с IPU | 2 (4)         | 1,7                   | ?                     | 3,0                   | 4,1                   | 4,1                   | UHD Graphics          | 48                    | 1,25 ГГц              | 6 МБ   | 12-28 Вт | DDR4-3200 LPDDR4X-3733 | 281 $ |

#### класс UP4
| Серия   | Модель     | Ядра (потоки) | Центральный процессор | Центральный процессор | Центральный процессор | Центральный процессор | Центральный процессор | Графический процессор | Графический процессор | Графический процессор | L3-кеш | TDP     | Поддержка памяти | Цена |
| Серия   | Модель     | Ядра (потоки) | Штатная частота (ГГц) | Штатная частота (ГГц) | Штатная частота (ГГц) | Турбо частота         | Турбо частота         | Графический процессор | Графический процессор | Графический процессор | L3-кеш | TDP     | Поддержка памяти | Цена |
| Серия   | Модель     | Ядра (потоки) | Нижн.                 | Баз.                  | Верх.                 | 1 ядро                | все ядра              | Серия                 | ИУ                    | Макс. частота         | L3-кеш | TDP     | Поддержка памяти | Цена |
| ------- | ---------- | ------------- | --------------------- | --------------------- | --------------------- | --------------------- | --------------------- | --------------------- | --------------------- | --------------------- | ------ | ------- | ---------------- | ---- |
| Core i7 | 1160G7 IPU | 4 (8)         | 0,9                   | 1,2                   | 2,1                   | 4,4                   | 3,6                   | Iris Xe               | 96                    | 1,10 ГГц              | 12 МБ  | 7-15 Вт | LPDDR4X-4266     |      |
| Core i5 | 1130G7 IPU | 4 (8)         | 0,8                   | 1,1                   | 1,8                   | 4,0                   | 3,4                   | Iris Xe               | 80                    | 1,10 ГГц              | 8 МБ   | 7-15 Вт | LPDDR4X-4266     |      |
| Core i3 | 1120G4 IPU | 4 (8)         | 0,8                   | 1,1                   | 1,5                   | 3,5                   | 3,0                   | UHD Graphics          | 48                    | 1,10 ГГц              | 8 МБ   | 7-15 Вт | LPDDR4X-4266     |      |
| Core i3 | 1110G4 IPU | 2 (4)         | 1,5                   | 1,8                   | 2,5                   | 3,9                   | 3,9                   | UHD Graphics          | 48                    | 1,10 ГГц              | 6 МБ   | 7-15 Вт | LPDDR4X-4266     |      |